# Hettstedt
Hettstedt é um município da Alemanha, situado no distrito de Mansfeld-Südharz, no estado de Saxônia-Anhalt. Tem 36,92 km² de área, e sua população em 2019 foi estimada em 13.885 habitantes.